# Жульєн Ватрен
Жульєн Ватрен (фр. Julien Watrin, нар. 27 червня 1992) — бельгійський легкоатлет, який спеціалізується в спринтерських дисциплінах, переможець та призер чемпіонатів світу та Європи.
На Олімпійських іграх 2016 посів 4 місце в складі бельгійського естафетного квартету 4×400 метрів.
На чемпіонаті світу-2019 здобув «бронзу» в складі чоловічої естафетної команди 4×400 метрів.